# Kinder-lyck
'Kinder-lyck' is een gedicht uit 1632 van Joost van den Vondel naar aanleiding van het overlijden van zijn zoontje Constantijn. Het vers is deels geschreven vanuit het perspectief van het overleden kind, dat inmiddels een engel is en zich afvraagt waarom iedereen zo treurig is. Het gedicht sluit af met de beroemd geworden regel Eeuwigh gaat voor oogenblick. Het gedicht werd opgenomen in de bundel Verscheide Gedichten uit 1644. Volgens literatuurcriticus Kees Fens ligt de kracht van het vers in de verrassende omslag van drie vrij zwakke kinderlijke strofen naar een sterke slotstrofe vol wijsheid.
Het gedicht heeft blijvende bekendheid verworven en is van invloed geweest op andere dichters die een kind te betreuren hadden, zoals Hubert Kornelisz. Poot en de negentiende-eeuwse dichter Hendrik Tollens. 

## Gedicht
Constantijntje, 't zaligh kijndtje,

Cherubijntje, van omhoogh,

D'ydelheden, hier beneden,

Uitlacht met een lodderoogh.

Moeder, zeit hy, waarom schreit ghy?

Waarom greit ghy, op mijn lijck?

Boven leef ick, boven zweef ick,

Engeltje van 't hemelrijck:

En ick blinck 'er, en ick drincker,

't Geen de schincker alles goets

Schenckt de zielen, die daar krielen,

Dertel van veel overvloeds.

Leer dan reizen met gepeizen

Naar pallaizen, uit het slick

Dezer werrelt, die zoo dwerrelt.

Eeuwigh gaat voor oogenblick.

## Achtergrond
Vondels zoontje Constantijn overleed nog in zijn geboortejaar 1632.

## Vorm
Het gedicht deelt men vaak op in vier strofen, hoewel Vondel blijkbaar geen witregels liet. Toch is de indeling in strofen zinvol; ze wordt ondersteund door de inhoud en de vorm. Het rijmschema is abcbdefeghihjklk. Er zit echter veel meer rijm in dit gedicht dan enkel eindrijm. Elk oneven vers bevat binnenrijm (bv. Constantijntje - kijntje, zielen - krielen) en iedere strofe heeft ook nog middenrijm in het eerste en tweede vers (bv. Constantijntje - Cherubijntje, reizen - pallaizen). Het woord 'pallaizen' wijst op de Amsterdamse uitspraak van Vondel.
Toen Vondel dit gedicht schreef in 1632 was de gewone uitspraak van de ij al vele jaren /ei/. Maar om dit gedicht wat plechtiger te maken, koos Vondel voor de ouderwetse uitspraak /ie/, dat kunnen we afleiden uit de titel en het woord 'kijntje', dat immers nooit als /keintje/ is uitgesproken.
Dit gedicht bevat een enjambement: het slick Dezer werrelt = het slijk der aarde = goud of geld.

## Interpretatie en waardering
De titel kan op twee wijzen uitgelegd worden, namelijk als aanduiding van de kinderlijke toon van het vers en als verwijzing naar het stoffelijk overschot van het kind. Het gedicht telt vier strofen, waarvan volgens literatuurcriticus Kees Fens de laatste de mooiste is. Zijn argumenten zijn dat de eerste strofe 'te lief' is en doet denken aan 'de zoete barokengeltjes van de schilderijen'. De tweede strofe, met de hemelse troost als onderwerp, is niet meer dan een 'speels verwoorde gemeenplaats' al houdt Fens er rekening mee dat dat in Vondels eigen tijd wellicht nog niet zo was. De derde strofe staat te vol met - ook uit de beeldende kunst - al te bekende beelden. Bovendien stoort Fens ook 'het wat kinderlijke karakter' van deze twee strofen, maar na al het 'het gehuppel' doet zich in de vierde strofe ineens 'een schitterende vertraging' voor. Hoewel het ook daar gaat om een 'algemeen-christelijke' gedachte, valt dat minder in het oog vanwege de 'verwoording en volkomen techniek'. In samenhang met de drie voorgaande zwakkere strofen is de sterkte van de strofe nog duidelijker, want daar 'spreekt een kind boven zijn macht: het heeft daar in de eeuwigheid in korte tijd wijsheid van ouderen opgedaan.' Het indrukwekkendst daaraan is dat het kind, door de anderen te wijzen op de te maken lange reis, hierover zonder eigen ervaring spreekt. Deze plotselinge omkering van drie kinderlijke strofen naar een van wijsheid, is wat na meer dan drie eeuwen 'die strofe nog altijd sterk houdt.'
Het gedicht heeft blijvende bekendheid verworven en heeft invloed gehad op latere dichters. Hubert Kornelisz. Poot, wiens dochtertje Jacoba in 1733 overleed, lijkt volgens neerlandica Lotte Jensen zowel in opzet als in vocabulaire sterk op Vondels gedicht. Hendrik Tollens overleefde vijf van zijn elf kinderen. In 1814 overleed zijn zesjarig dochtertje en toen haalde hij zijn inspiratie bij Vondel. Volgens Jensen komt het de diepgang van Tollens' rouwklacht ten goede wanneer het samen met Vondels twee gedichten (de andere is 'Bij de uitvaart van mijn dochtertje', over Saartje) wordt gelezen.
In dit gedicht treffen we duidelijk het vanitasmotief aan (d'ydelheden hier beneden, eeuwigh gaat voor oogenblick).

## Adaptatie van Hendrik Tollens
Een ander gedicht van Tollens, 'Bij het lijkje van een kind' uit 1808, is volgens de essayist Rudy Kousbroek 'nogal duidelijk ontleend aan Vondel; het grenst aan plagiaat.' Ter vergelijking citeert Kousbroek de regels 5b-8 van Vondel en 5-8 van Tollens' gedicht, dat hieronder in zijn geheel staat:
't Kruipend rupsje, moe gekropen,

afgetobd in de enge cel,

brak zijn kluisje fladdrend open,

klapwiekte uit zijn dorre schel.

Zie, daar wiegt het, zie, daar zweeft het,

aardse damp en druk ontvlucht;

hoger vliegt het, hoger leeft het,

zat gespeeld in lager lucht.

Voedster, droog de natte wangen,

tuur niet op de dode pop,

blijf niet aan het webje hangen:

't vlinder is niet weer te vangen:

's hemels englen vingen 't op.
Volgens Kousbroek nam Tollens van Vondel ook de inwendige rijmen over: 'die vind je nergens anders in het werk van Tollens.'

## Televisie
De slotzin werd gebruikt als titel van een televisieprogramma dat de KRO en later de RKK uitzond, waarin priester Antoine Bodar levensbeschouwelijke gesprekken met bekende Nederlanders voerde.